# Susan Waffa-Ogoo

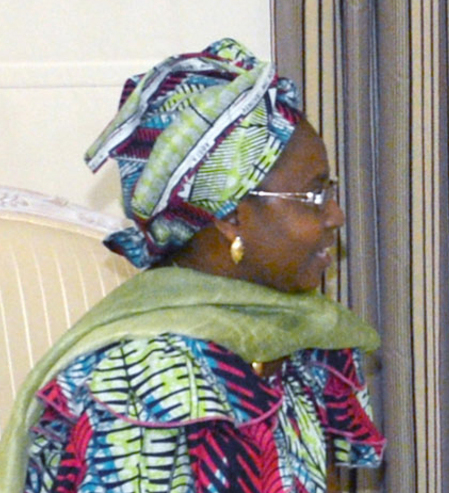
Susan Waffa-Ogoo

Susan Waffa-Ogoo (* 4. Oktober 1960 in Bathurst, heute Banjul) ist eine gambische Politikerin.

## Leben
Nach ihrem Schulbesuch von 1967 bis 1978 studierte Susan Waffa-Ogoo 1982–1983 an der Universität von Ghana. Die Jahre 1983 bis 1987 verbrachte sie an der Loughborough University, wo sie Bibliothekswesen und englische Literatur studierte. Zuvor war sie 1978 bis 1979 Lehrerin und Bibliothekarin an der gambischen St. Joseph’s High School. Anschließend machte sie bis 1994 als Bibliothekarin am Gambia College Karriere, bis sie in den Staatsdienst ging.
Susan Waffa-Ogoo war im Kabinett von Staatspräsident Yahya Jammeh die dienstälteste Ministerin. Ab 1994, also nach dem Putsch von Leutnant Jammeh, führte sie das Ministerium für Tourismus und Kultur (Secretary of State for Tourism and Culture). In der Zeit 2000 bis 2004 war sie Ministerin für Fischereiwesen, Bodenschätze und Umwelt. Am 15. September 2004 erhielt sie das Ressort für Tourismus wieder zurück.
Im Rahmen ihrer Arbeit als Tourismusministerin hat sie bei mehreren Besuchen im Ausland und auf Tourismusmessen für ihr Land geworben und die Kultur ihres Landes vorgestellt. Durch ihr Bestreben hatte sie erreicht, dass ein Fernsehspot auf CNN International gezeigt wurde, in dem der gambische Tourismus beworben wird. Sie war auch maßgeblich an der Entwicklung des zweijährigen Roots Homecoming Festivals beteiligt.
Am 25. Oktober 2006 wurde ihr im Rahmen einer Kabinettsumbildung das Ressort Handel, Industrie und Gewerbe übertragen, das sie innehatte, bis Jammeh sie am 20. Februar überraschend aus dem Amt entließ. Nachfolger im Ressort wurde ab dem 24. Februar 2007 Abdou Kolley.
Im März 2008 und April 2008 wurde sie als Botschafterin bestimmt und vertrat Gambia in Indien. Ab dem 21. April 2008 war sie die ständige Vertreterin bei den Vereinten Nationen in New York. Ab dem 1. Dezember 2012 bis Oktober 2013 war sie Außenministerin.
Susan Waffa-Ogoo ist verheiratet und hat zwei Kinder.